# Суданка
Суда́нка — село в Лозівському районі Харківської області. входить до складу Біляївської селищної громади.

## Географія
Село Суданка знаходиться біля витоків безіменної пересихаючої річечки, яка через 10 км впадає в Краснопавлівське водосховище. На річці кілька загат. На відстані 2 км розташовані села Побєда, Петрівка і селище Біляївка. За 1,5 км проходять автомобільна дорога Т 2107 і залізниця, станція Біляївка.

## Назва
Село засноване в 1925 році групою селян, які організували комуну під назвою «Суданка» (Спілка Української дружної артілі незаможного селянського (крестянського) активу).

## Історія
Село було засноване 1925 року.
- 12 червня 2020 року, відповідно до Розпорядження Кабінету Міністрів України  № 725-р «Про визначення адміністративних центрів та затвердження територій територіальних громад Харківської області», увійшло до складу Біляївської селищної громади[1].
- 19 липня 2020 року, в результаті адміністративно - територіальної реформи та ліквідації Первомайського району, село увійшло до складу Лозівського району Харківської області[2].

## Населення

### Мова
Розподіл населення за рідною мовою за даними :
| Мова            | Кількість | Відсоток |
| --------------- | --------- | -------- |
| українська      | 412       | 90.15%   |
| російська       | 41        | 8.97%    |
| білоруська      | 2         | 0.44%    |
| інші/не вказали | 2         | 0.44%    |
| Усього          | 457       | 100%     |

## Економіка
- Молочно-товарна і птахо-товарна ферми.
- КСП «Комунар».
- Сільськогосподарське ТОВ "Агрофірма «Урожайне»".

## Об'єкти соціальної сфери
- Фельдшерсько-акушерський пункт.